# Charred Walls of the Damned (album)
Charred Walls of the Damned è l'album  di esordio  del gruppo statunitense Charred Walls of the Damned, pubblicato il 2 febbraio 2010.

## Tracce
1. Ghost Town – 4:56
2. From the Abyss – 4:25
3. Creating Our Machine – 2:53
4. Blood on Wood – 3:26
5. In a World So Cruel – 3:31
6. Manifestations – 3:06
7. Voices Within the Walls – 3:48
8. The Darkest Eyes – 3:37
9. Fear in the Sky – 5:42

## Formazione
- Ripper Owens -  voce
- Richard Christy (Death, Iced Earth, Control Denied) - batteria
- Jason Suecof - chitarra
- Steve DiGiorgio (Sadus, Death, Testament)  basso